# Canna (Hèbrides Interiors)
Canna (gaèlic Eilean Channaidh) és una l'illa situada a l'extrem oest de l'arxipèlag de les Small Isles («illes petites»), part de les Hèbrides Interiors escoceses. Connectada amb l'illa veïna de Sanday a través d'un pont i per bancs de sorra durant la baixamar. L'illa té 7 km de longitud i un ample de 1.5 km Els illots rocosos de Hyskeir i Humla es troben a 10 km al sud-oest de l'illa.

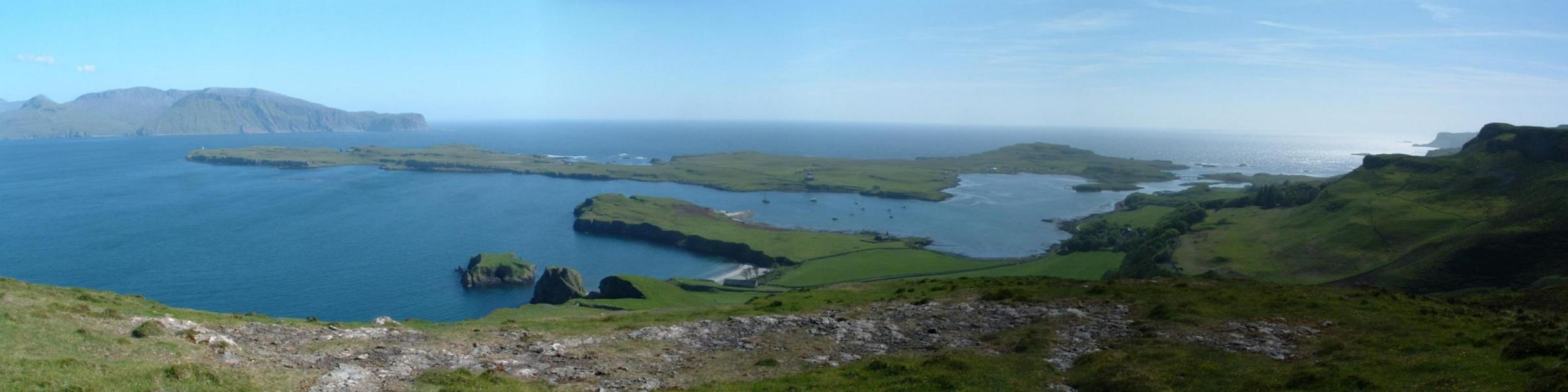
Vista panoràmica presa des del Compass Hill de Canna

.